# Мишје уво
Мишје уво или плавоока Марија(Omphalodes verna) је зељаста вишегодишња ризомаста биљка из рода Omphalodes која припада породици Boraginaceae.

## Етимологија
Име рода Omphalodes потиче од грчке речи omphalòs, што значи пупак, и односи се на облик ситних плодова.

## Опис
Omphalodes verna може да достигне висину од 20-30 цм. Пупољци јој се у току зиме налазе испод површине земљишта (hemicryptophyte). Ова врста може да се прошири брзо, тешко се искорењује, а према неким изворима чак може да буде инвазивна, али углавном коегзистира са другим биљкама добро.
У пролеће биљка ствара групе од 3-5 малих светлих плавих хермафродитних цветова са белим или жутим звездастим обликом у центру. Ове биљке цветају од марта до маја. 

## Распрострањеност
Широко је распрострањена у земљама централне и југоисточне Европе, без Пиринеја. Такође је присутна у Квебеку.

## Станиште
Ова врста обично расте у сенци дрвећа, у младим планинским шумама (посебно букве). Биљка воли пешчана или глиновита и влажна земљишта на сеновитим местима, на надморској висини од 0—1.300 m.

## Галерија
- Биљка мишје уво
- Биљке
- Цвеће мишјег ува
- Цвеће мишјег ува
- Лишће мишјег ува